# Кавалеры ордена Святого Георгия IV класса Л
Кавалеры ордена Святого Георгия IV класса на букву «Л» 
Список составлен по алфавиту персоналий. Приводятся фамилия, имя, отчество; звание на момент награждения; номер по списку Григоровича — Степанова (в скобках номер по списку Судравского); дата награждения. Лица, чьи имена точно идентифицировать не удалось, не викифицируются. Курсивом выделены кавалеры, получившие орден за службу в частях Восточного фронта Русской армии во время Гражданской войны.

## Ла
- Лабат-де-Виванс, Яков Петрович; подполковник; № 971; 26 ноября 1792
- Лабунец, Адриан Лукьянович; подпоручик; 20 ноября 1915
- Лабунский, Готлиб Дементьевич; капитан; № 6135; 3 декабря 1839
- Лабунцов, Александр Николаевич; капитан; 27 сентября 1916
- Лабынцев, Иван Михайлович; поручик; № 4183; 16 ноября 1828
- Лавдовский, Владимир Александрович; генерал-майор; 9 сентября 1915
- Лаврентьев, Александр Афанасьевич; поручик; 27 января 1917
- Лаврентьев, Влас Михайлович; капитан; № 5644; 29 ноября 1837
- Лаврентьев, Иван Иванович; капитан; № 8108; 26 ноября 1848
- Лавриченко, Владимир Семёнович; подпоручик; 18 ноября 1917
- Лаврич, Луи; поручик; 21 февраля 1917
- Лавров, Василий Николаевич; капитан; 24 октября 1904
- Лавров, Иван; подполковник; № 44 (45); 1 ноября 1770
- Лавров, Иван Иванович[1]; подполковник; № 3579; 16 декабря 1821
- Лавров, Иван Михайлович; капитан 1-го ранга; № 943; 26 ноября 1792
- Лавров, Михаил Андреевич; капитан-лейтенант; № 4907; 25 декабря 1833
- Лавров, Николай Иванович; премьер-майор; № 906 (480); 18 марта 1792
- Лавров, Николай Николаевич; подпоручик; 6 января 1917
- Лавров, Пётр; подполковник; № 8231; 26 ноября 1849
- Лавров, Семён; подполковник; № 360; 26 ноября 1782
- Лавров, Сергей Иванович; инженер-майор; № 770; 26 ноября 1790
- Лавровский, Арсений Николаевич; подпоручик; 1 апреля 1917
- Лаврухин, Степан Тихонович; прапорщик; 25 марта 1917 (посмертно)
- Лагарпов, Борис Николаевич; поручик; 30 июня 1917
- Лагерсворт, Иван Фёдорович; премьер-майор; № 987; 26 ноября 1792
- Лаговский, Леонтий Станиславович; майор; № 6607; 5 декабря 1841
- Лагода, Иван Григорьевич; полковник; № 2103; 26 ноября 1809
- Лагода, Иван Иванович; полковник; № 6945; 4 декабря 1843
- Лагода, Константин Иванович; штабс-капитан; № 7134; 21 сентября 1844
- Лагода, Семён Антонович; подполковник; № 8462; 26 ноября 1850
- Лаготино, Егор Николаевич; полковник; № 1844; 26 ноября 1807
- Лагунов, Андрей Павлович; подпоручик; 1 сентября 1917
- Лагунов, Николай Фёдорович; полковник; № 3636; 16 декабря 1821
- Лагунов, Павел Павлович; подполковник; 19 сентября 1907
- Лагунский, Владимир Владимирович; поручик; 22 сентября 1916
- Ладенков, Александр Георгиевич; подпоручик; 10 ноября 1916
- Ладинский, Пётр Антонович; генерал-майор; № 6403; 5 декабря 1841
- Ладыгин, Владимир Гермогенович; капитан; 17 октября 1915 (посмертно)
- Ладыгин, Константин Алексеевич; подполковник; № 8480; 26 ноября 1850
- Ладыгин, Николай Иванович; штабс-капитан; № 2614; 11 июля 1813
- Ладыженский, Александр Николаевич; капитан-лейтенант; № 4910; 25 декабря 1833
- Ладыженский, Алексей Фёдорович; полковник; № 1958 (865); 20 мая 1808
- Ладыженский, Василий Максимович; полковник; № 4077; 26 ноября 1827
- Ладыженский, Гавриил Михайлович; подполковник; 11 февраля 1901
- Ладыженский, Михаил Васильевич; генерал-майор; № 7735; 26 ноября 1847
- Ладыженский, Николай Фёдорович; генерал-майор; № 5357; 6 декабря 1836
- Ладыженский, Пётр Николаевич; прапорщик; № 9924; 22 июня 1856
- Ладыженский, Пётр Петрович; подпоручик; 17 октября 1916
- Ладышкин, Василий Филиппович; капитан; 26 апреля 1915
- Лазарев, Алексей Петрович; лейтенант; № 3780; 26 ноября 1823
- Лазарев, Андрей Максимович; капитан 2-го ранга; 20 декабря 1904
- Лазарев, Андрей Петрович; лейтенант; № 3271; 26 ноября 1816
- Лазарев, Борис Петрович; полковник; 26 августа 1916
- Лазарев, Василий Егорович; лейтенант; № 9603; 11 мая 1855
- Лазарев, Егор Лазаревич; подполковник; № 6773; 3 декабря 1842
- Лазарев, Егор Семёнович; капитан; № 8838; 26 ноября 1851
- Лазарев, Иван Степанович; штабс-капитан; 12 января 1917
- Лазарев, Константин Андреевич; лейтенант; № 9542; 6 декабря 1854
- Лазарев, Лазарь Екимович; генерал-майор; № 10187; 26 ноября 1860
- Лазарев, Михаил Петрович; лейтенант; № 3380; 12 декабря 1817
- Лазарев, Николай Васильевич; поручик; 25 сентября 1917
- Лазарев, Роман Григорьевич; хорунжий; 14 июня 1915
- Лазарев, Сергей Николаевич; полковник; 2 июня 1915
- Лазаревич, Алексей Демьянович; полковник; № 6983; 4 декабря 1843
- Лазаревич, Андрей Васильевич; капитан-лейтенант; № 4010; 26 ноября 1826
- Лазаревич, Владимир Соломонович; капитан; 10 июня 1915
- Лазаревич, Илья Дорофеевич; подполковник; № 9115; 26 ноября 1853
- Лазарев-Станищев, Еким Власович; капитан-лейтенант; № 744 (391); 6 июля 1790
- Лазарев-Станищев, Павел Акимович; штабс-капитан; № 2677; 15 сентября 1813
- Лазаренко, Александр Васильевич; штабс-капитан; 21 марта 1915
- Лазаркевич, Михаил Кириллович; подпоручик; 6 августа 1917
- Лазебников, Лука Григорьевич; подполковник; № 10061; 26 ноября 1857
- Лазинский, Адам Иванович; майор; № 5296; 1 декабря 1835
- Лазич, Козьма Фёдорович; полковник; № 3547; 16 декабря 1821
- Лазовский, Феофан Фёдорович; штабс-капитан; 24 сентября 1917
- Лайкевич, Пётр Григорьевич; подполковник; 9 июня 1915
- Лайль, Уильям (Lyle, William James); капитан британской службы; 5 ноября 1919
- Лайминг, Павел Александрович фон; генерал-лейтенант; 1 ноября 1905
- Лайтеров, Ефим Иванович; подпоручик; 11 декабря 1916 (посмертно)
- Лакербай, Константин Антонович; поручик; 31 декабря 1916
- Лактионов, Николай; подпоручик; 9 октября 1917
- Лалаев, Николай Матвеевич; майор; № 8984; 1 февраля 1852
- Лалевич, Виктор Аркадьевич; подполковник; 20 ноября 1915
- Лалле, Осип Григорьевич; капитан-лейтенант; № 838 (451); 21 сентября 1791
- Ламакин (Ломакин), Дмитрий Антипович; майор; № 6611; 5 декабря 1841
- Ламб, Пётр Варфоломеевич; подполковник; № 775; 26 ноября 1790
- Ламбардий (Ломбарди); лейтенант; № 471 (241); 18 октября 1787
- Ламберт, Генрих Осипович де; секунд-майор; № 909 (483); 18 марта 1792
- Ламберт, Иосиф Карлович; полковник; № 9055; 26 ноября 1853
- Ламберт, Карл Осипович де; секунд-майор; № 1158 (588); 1 января 1795
- Ламбо; полковник французской службы; № 3786; 30 мая 1824
- Ламздорф, Николай Матвеевич; генерал-майор; № 7739; 26 ноября 1847
- Ламздорф, Яков Иванович; майор; № 582 (269); 26 ноября 1788
- Ламздорф, Яков Матвеевич; полковник; № 2718; 8 октября 1813
- Ламони, Александр Петрович; подполковник; № 8689; 26 ноября 1851
- Ламтев, Аркадий Аркадьевич; поручик; 15 сентября 1917
- Ланг, Иоганн Михайлович; полковник; № 2211; 26 ноября 1810
- Ланг, Моисей Петрович; подполковник; № 183 (155); 7 апреля 1772
- Лангас, Фёдор Францович; капитан; № 7347; 17 декабря 1844
- Ланггамер, Владимир Карлович; полковник; № 8407; 26 ноября 1850
- Ланге (Антон Фёдорович? или Ланген (Langenn), прусской службы[2]); ротмистр; № 2981; 28 октября 1814
- Ланге, Вильгельм Карлович; майор; № 9205; 26 ноября 1853
- Ланге, Иван Иванович; премьер-майор; № 867; 26 ноября 1791
- Ланге, Иван Иванович; майор; № 3993; 26 ноября 1826
- Ланге, Лев Карлович; капитан; № 8310; 26 ноября 1849
- Ланге, Николай Иванович; капитан; № 6875; 3 декабря 1842
- Лангель, Николай Андреевич; генерал-майор; № 5522; 29 ноября 1837
- Лангут, Иван Христофорович; подполковник; № 5015; 3 декабря 1834
- Лангут, Карл Иванович; секунд-майор; № 518; 26 ноября 1787
- Лангут, Христофор Иванович; секунд-майор; № 577; 26 ноября 1788
- Ланевский-Волк, Михаил Владимирович; генерал-майор; № 6393; 5 декабря 1841
- Ланжерон, Александр Фёдорович; полковник; № 750 (397); 8 сентября 1790
- Ланской, Михаил Павлович; генерал-майор; № 4303; 19 декабря 1829
- Ланской, Павел Петрович; генерал-майор; № 4938; 3 декабря 1834
- Ланской, Павел Сергеевич; генерал-майор; № 6180; 11 декабря 1840
- Ланской, Пётр Петрович; генерал-майор; № 7536; 1 января 1847
- Ланской, Пётр Сергеевич; подполковник; № 898 (472); 18 марта 1792
- Ланской, Сергей Николаевич[3]; полковник; № 1635 (665); 12 января 1806
- Ланской, Сергей Петрович; ротмистр; № 2868; 13 марта 1814
- Ланцев, Борис Николаевич; штабс-капитан; 18 сентября 1915
- Ланьцуцкий, Леон Антонович; ротмистр; 26 августа 1916 (посмертно)
- Лапин, Александр Филиппович; капитан; № 9865; 26 ноября 1855
- Лапин, Отто Рейчевич; подпоручик; 18 сентября 1916
- Лапинский, Николай Гаврилович; поручик; 2 марта 1906
- Лапицкий, Владимир Яковлевич; поручик; 2 июня 1915
- Лапкин, Андрей Михайлович; майор; № 8536; 26 ноября 1850
- Лапко, Трофим Иванович; прапорщик; 24 июня 1915
- Лаппа, Пётр Павлович; полковник; № 4068; 26 ноября 1827
- Лаппо, Павел Петрович; подполковник; 1915—1917
- Лаптев, Александр Иванович; подполковник; № 4375; 19 декабря 1829
- Лаптев, Василий Данилович; генерал-майор; № 1627 (657); 12 января 1806
- Лаптев, Евфим Петрович; подполковник; № 2190 (978); 7 августа 1810
- Лаптев, Николай; подполковник; № 3724; 26 ноября 1823
- Лаптев, Николай Иванович; генерал-майор; № 4313; 19 декабря 1829
- Лаптев, Яков Иванович; майор; № 6615; 5 декабря 1841
- Лапшин, Илларион Фёдорович; подпоручик; 25 ноября 1916 (посмертно)
- Лапшин, Пётр; подполковник; № 3837; 12 декабря 1824
- Ларин, Прокопий Иванович; полковник; № 9094; 26 ноября 1853
- Ларионов, Иван Ларионович; штабс-капитан; № 8319; 26 ноября 1849
- Ларионов, Николай Николаевич; штабс-капитан; 24 апреля 1915
- Ларионов, Павел Васильевич; подполковник; № 10055; 26 ноября 1857
- Ларионов, Серапион Петрович; майор; № 3122; 26 ноября 1816
- Ласберг, Родион Фёдорович; подполковник; № 3947; 26 ноября 1826
- Ласкевич, Дмитрий Григорьевич; майор; № 6861; 3 декабря 1842
- Лаский, Феоктист Осипович; подполковник; № 5763; 1 декабря 1838
- Ласкин, Алексей Лазаревич; прапорщик; 4 апреля 1917
- Ласковский, Фёдор Павлович; полковник; 8 октября 1877
- Ласси, Борис Петрович де; бригадир; № 481; 26 ноября 1787
- Ласси, Пётр Петрович (младший) де; секунд-майор; № 875; 26 ноября 1791
- Ласский, Сельвин Северинович; генерал-майор; 13 февраля 1905
- Ластовецкий, Эдуард Антонович; поручик; 13 января 1915
- Ластофан, Антон Романович; штабс-капитан; № 2680; 18 сентября 1813
- Ласточкин, Владимир Гурьевич; генерал-майор; 3 декабря 1916
- Ластышев, Алексей Семёнович; премьер-майор; № 1150 (579); 1 января 1795
- Латынин, Иван Николаевич; полковник; № 3500; 6 июня 1821
- Латышев, Василий Васильевич; майор; № 7860; 26 ноября 1847
- Лау, Егор Ефимович; майор; № 4248; 1 января 1829
- Лауниц, Василий Фёдорович фон дер; полковник; № 6200; 11 декабря 1840
- Лауниц, Фёдор Фёдорович; полковник; № 9371; 26 ноября 1854
- Лаунов-Радионов, Фёдор Терентьевич; поручик; 4 апреля 1917
- Лаурениус, Сигфрид; подполковник; № 424; 26 ноября 1785
- Лахин, Василий Павлович; майор; № 6843; 3 декабря 1842
- Лахман, Юлий Осипович; генерал-майор; № 6195; 11 декабря 1840
- Лацкий (Лацкой), Пётр Петрович[4]; капитан; № 6642; 5 декабря 1841
- Лачинов, Александр Андреевич; подполковник; № 2498 (1131); 23 декабря 1812
- Лачинов, Николай Емельянович; генерал-майор; № 5924; 3 декабря 1839
- Лашин, Константин Матвеевич; подъесаул; 26 августа 1916 (посмертно)
- Лашкарёв, Александр Сергеевич; ротмистр; № 2512 (1145); 23 декабря 1812
- Лашкарёв, Павел Сергеевич; полковник; № 2486 (1119); 23 декабря 1812
- Лашкевич, Алексей Филиппович; полковник; 19 марта 1917
- Лашкевич, Алексей Яковлевич; подполковник; № 8463; 26 ноября 1850
- Лашкевич, Павел Петрович; генерал-майор; № 3884; 26 ноября 1826
- Лашкевич, Семён Николаевич; подполковник; № 6497; 5 декабря 1841
- Лашкевич, Фома Степанович; капитан; № 5645; 29 ноября 1837
- Лашнюков, Яков; майор; № 5632; 29 ноября 1837
- Лащилин, Иосиф Николаевич; подполковник; № 2341 (1017); 26 ноября 1811

## Ле
- Лебедев, Александр Андреевич; подполковник; № 7835; 26 ноября 1847
- Лебедев, Александр Иванович; штабс-капитан; 4 марта 1917
- Лебедев, Виктор Николаевич; подполковник, 12 января 1917
- Лебедев, Владимир Тимофеевич; генерал-майор; 26 января 1917 (посмертно)
- Лебедев, Всеволод Всеволодович; подпоручик; 25 мая 1917 (посмертно)
- Лебедев, Георгий Иванович; подполковник; 31 октября 1917
- Лебедев, Дмитрий Антонович; капитан; 30 сентября 1915
- Лебедев, Иван Семёнович; подполковник; № 9894; 12 января 1856
- Лебедев, Игнатий Емельянович; подполковник; № 6034; 3 декабря 1839
- Лебедев, Леонид Николаевич; прапорщик; 11 декабря 1916 (посмертно)
- Лебедев, Михаил Васильевич; поручик; 4 марта 1917
- Лебедев, Николай Николаевич; подпоручик; 11 января 1917 (посмертно)
- Лебедев, Николай Павлович; майор; № 9810; 26 ноября 1855
- Лебедев, Николай Петрович; подполковник; № 564; 26 ноября 1788
- Лебедев, Николай Фёдорович; поручик; 3 февраля 1915
- Лебедев, Николай Флегонтович[5]; майор; № 5047; 3 декабря 1834
- Лебедев, Павел Евгеньевич; прапорщик; 7 ноября 1916 (посмертно)
- Лебедев, Сергей Николаевич; подпоручик; 10 октября 1915 (посмертно)
- Лебедев, Фёдор Александрович; подполковник; 26 августа 1916
- Лебедев, Феофан Николаевич; подполковник; 3 февраля 1916
- Лебедевич-Драевский, Фёдор Дмитриевич; полковник; 26 апреля 1915
- Лебедзь, Степан Александрович; штабс-капитан; 9 октября 1917
- Лебединский, Евгений Алексеевич; полковник; 21 февраля 1916 (посмертно)
- Лебединский, Евгений Васильевич; полковник; 5 февраля 1916
- Лебединский, Фёдор Дмитриевич; майор; № 5049; 3 декабря 1834
- Лебедь, Иосиф Яковлевич; полковник; № 5370; 6 декабря 1836
- Лебле, Карл Иванович; полковник; № 1960 (867); 20 мая 1808
- Лева, Владимир Николаевич; подполковник; 10 июня 1916
- Леванда, Иван Васильевич; полковник; № 10114; 26 ноября 1858
- Левандовский, Устин Васильевич; полковник; № 3713; 26 ноября 1823
- Леваневский, Анатолий Феликсович; прапорщик; 31 октября 1917
- Леваневский, Владимир Михайлович; подполковник; 3 ноября 1916
- Леванидов, Андрей Яковлевич; подполковник; № 270 (223); 26 ноября 1775
- Леванидов, Пётр Яковлевич; полковник; № 1228; 26 ноября 1795
- Левачёв, Василий Илларионович; капитан; 18 января 1906
- Левашёв, Анатолий Николаевич; штабс-капитан; 4 марта 1917
- Левашёв, Александр Иванович; генерал-поручик; № 680; 26 ноября 1789
- Левашёв, Василий Васильевич; полковник; № 2454 (1087); 21 ноября 1812
- Левашёв, Василий Васильевич; полковник; № 8647; 26 ноября 1851
- Левашёв, Владимир Сергеевич; поручик; 13 ноября 1916
- Левашёв, Степан Никифорович; подполковник; № 8044; 26 ноября 1848
- Левашёв, Фёдор Степанович; майор; № 10029; 13 сентября 1857
- Левашов, Михаил Георгиевич; подпоручик; 25 марта 1917 (посмертно)
- Левенгаген, Пётр Петрович; полковник; № 7552; 1 января 1847
- Лёвенгельм, Густав Карл Фредрик; генерал-майор шведской службы; № 2712; 8 октября 1813
- Левенгоф, Тимофей Антонович; полковник; № 3808; 12 декабря 1824
- Левендаль, Карл Николаевич; капитан-лейтенант; № 5315; 1 декабря 1835
- Левендаль, Лаврентий Николаевич; капитан 2-го ранга; № 7033; 4 декабря 1843
- Левендаль, Роман Николаевич; капитан 2-го ранга; № 4514; 18 декабря 1830
- Левенец, Василий Михайлович; полковник; № 4942; 3 декабря 1834
- Левенец, Максимилиан Александрович; подпоручик; 1 сентября 1915
- Левенталь, Александр Иванович; полковник; № 8891; 1 февраля 1852
- Левенталь, Фёдор Карлович; подполковник; № 3505; 6 июня 1821
- Левенфельд, Александр Карлович; майор; № 10209; 26 ноября 1861
- Левенцов, Афанасий; полковник; № 3494; 6 июня 1821
- Левенштейн, Константин Оттонович; поручик; 17 апреля 1916 (посмертно)
- Левенштерн, Владимир Иванович; подполковник; № 2761; 18 декабря 1813
- Левенштерн, Иван Иванович; полковник; № 4433; 18 декабря 1830
- Левенштерн, Карл Ермолаевич; ротмистр; 26 сентября 1799
- Левенштерн, Карл Карлович; майор; № 2695; 6 октября 1813
- Левестам, Михаил Юльевич; капитан; 2 апреля 1879
- Левиз-оф-Менар, Густав Антонович фон; полковник; № 10191; 26 ноября 1860
- Левиз-оф-Менар, Пётр Александрович фон; полковник; 30 октября 1877
- Левиз-оф-Менар, Фёдор Фёдорович; подполковник; № 1042 (527); 12 мая 1794
- Левиков, Антон Николаевич; подполковник; 20 мая 1915
- Левин, Гавриил Васильевич; капитан-лейтенант; № 2243; 26 ноября 1810
- Левин, Дмитрий Андреевич; полковник; № 2518 (1151); 31 декабря 1812
- Левин, Михаил Гаврилович; капитан-лейтенант; № 8265; 26 ноября 1849
- Левисон, Роберт Петрович; подполковник; № 6776; 3 декабря 1842
- Левитский, Александр Иванович; лейтенант; 16 апреля 1904
- Левитский, Борис Иванович; поручик; 10 ноября 1914
- Левицкий; майор; № 2623; 4 августа 1813
- Левицкий, Анатолий Иванович; прапорщик; 8 ноября 1917
- Левицкий, Борис Антонович; полковник; 24 ноября 1917
- Левицкий, Гавриил Гаврилович; подполковник; № 3727; 26 ноября 1823
- Левицкий, Григорий; майор; № 10078; 26 ноября 1857
- Левицкий, Григорий Ефремович; поручик; 25 июня 1916
- Левицкий, Илья Данилович; капитан-лейтенант; № 309; 26 ноября 1779
- Левицкий, Казимир Васильевич; генерал-майор; 29 ноября 1877
- Левицкий, Михаил Иванович; генерал-майор; № 1749 (735); 8 апреля 1807
- Левицкий, Михаил Митрофанович; поручик; 1 ноября 1915
- Левицкий, Осип (Иосиф Фёдорович?); капитан-лейтенант; № 3429; 15 февраля 1819
- Левицкий, Павел Григорьевич; майор; № 1582; 26 ноября 1804
- Левицкий, Пётр; поручик; 25 ноября 1916
- Левицкий, Степан Фёдорович; подполковник; № 5779; 1 декабря 1838
- Левицкий-Леонтьев, Пётр Яковлевич; полковник; № 5724; 1 декабря 1838
- Левицкий-Лозницкий, Захар; подполковник; № 4222; 25 декабря 1828
- Левкович, Александр Иванович; поручик; № 4039; 2 октября 1827
- Левкович, Валериан Иванович; полковник; № 5958; 3 декабря 1839
- Левский, Лев Фёдорович; майор; № 5465; 6 декабря 1836
- Левстрем, Эрнест Лаврентьевич; генерал-майор; 3 января 1915
- Левуцкий, Фёдор Григорьевич; подполковник; № 6270; 11 декабря 1840
- Левченко, Николай Яковлевич; поручик; 25 сентября 1917
- Левченко, Фёдор Григорьевич; ротмистр; № 2673; 15 сентября 1813
- Левшин, Александр Карлович (Ардалионович); полковник; № 9941; 26 ноября 1856
- Левшин, Владимир Васильевич; майор; № 3469; 26 ноября 1819
- Левшин, Дмитрий Сергеевич; полковник; № 6434; 5 декабря 1841
- Левшин, Иван Григорьевич; полковник; № 3330; 12 декабря 1817
- Левшин, Лев Ираклиевич; полковник; № 8648; 26 ноября 1851
- Левшин, Николай Ардалионович; полковник; № 6206; 11 декабря 1840
- Левшиновский, Александр Львович; подполковник; 25 ноября 1916 (посмертно)
- Легат, Борис Васильевич; поручик; 26 сентября 1916
- Леер, Юрий Евгеньевич; подпоручик; 4 марта 1917 (посмертно)
- Лежнев, Прохор Иванович; контр-адмирал; № 846; 26 ноября 1791
- Лежневский, Нестор Павлович; капитан; 2 июня 1915
- Лезников, Василий; капитан; № 6653; 5 декабря 1841
- Лейдль; поручик; № 8342; 8 апреля 1850
- Лейков, Николай Григорьевич (Генрихович); старший судовый механик; 23 февраля 1904
- Лейман, Густав Андреевич; капитан 1-го ранга; № 3751; 26 ноября 1823
- Лейн, Карл Фёдорович; подполковник; № 5994; 3 декабря 1839
- Лейнинген-Вирстербург, Август; полковник австрийской службы; № 2962; 3 августа 1814
- Лейтнер, Иван Егорович; подполковник; № 856; 26 ноября 1791
- Лейхтенбергский, Николай Николаевич; полковник; 20 августа 1916
- Лейхтенбергский-Романовский, Евгений Максимилианович; капитан; 3 сентября 1873
- Лейхтенбергский-Романовский, Николай Максимилианович; генерал-майор; 28 июля 1877
- Лекарев, Михаил Васильевич; полковник; 3 февраля 1915
- Лелевский, Фёдор Александрович; капитан; № 8792; 26 ноября 1851
- Лелли, Фёдор Пантелеевич; капитан-лейтенант; № 543 (265); 31 июля 1788
- Лелонг, Карл Карлович; штабс-капитан; № 9260; 26 ноября 1853
- Лелонг, Рудольф Карлович; капитан; № 9217; 26 ноября 1853
- Лелякин, Григорий Григорьевич; полковник; № 6427; 5 декабря 1841
- Леман, Григорий Акимович; генерал-цейхмейстер; № 792; 26 ноября 1790
- Леман, Иван Григорьевич; капитан 1-го ранга; № 2123; 26 ноября 1809
- Леман, Николай Михайлович; полковник; № 4275; 1 июля 1829
- Леман, Николай Николаевич; полковник; № 5542; 29 ноября 1837
- Леман, Павел Михайлович; полковник; № 4395; 19 января 1830
- Леман, Пётр Христианович; майор; № 6334; 11 декабря 1840
- Леман, Эрнест Кристапович (Христофорович); прапорщик; 31 октября 1917
- Лемени-Македон, Вадим Николаевич; поручик; 25 апреля 1915
- Лемеха, Михаил Иванович; прапорщик; 31 октября 1917 (посмертно)
- Лемке, Максим Максимович; полковник; № 9073; 26 ноября 1853
- Лемкуль, Владимир-Генрих Фердинандович; поручик[6]; 26 апреля 1882 (по другим данным 29 апреля)
- Лендорф, Карл фон; подполковник прусской службы; № 2948; 28 июля 1814
- Ленивцев, Владимир Александрович; поручик; 8 сентября 1905
- Леницкий, Леонтий Степанович; подполковник; № 6553; 5 декабря 1841
- Ленкевич, Семён Онуфриевич; подполковник; № 5017; 3 декабря 1834
- Ленковский, Николай Львович; полковник; № 6968; 4 декабря 1843
- Лентионов, Иван Петрович; подпоручик; 24 октября 1904
- Ленц, Яков; поручик; 20 августа 1917
- Ленчевский-Самотыя, Зенон Викторович; прапорщик; 11 декабря 1915
- Лео, Михаил Христофорович; генерал-майор; 27 марта 1880
- Леонов, Александр Александрович; капитан; 26 августа 1916
- Леонов, Алексей Васильевич[7]; капитан-лейтенант; № 2145; 26 ноября 1809
- Леонов, Алексей Леонтьевич; капитан-лейтенант; № 3860; 12 декабря 1824
- Леонов, Андрей Михайлович; майор; № 8771; 26 ноября 1851
- Леонов, Виктор Алексеевич; лейтенант; № 9910; 7 апреля 1856
- Леонов, Дмитрий Алексеевич; капитан 2-го ранга; № 10048; 26 ноября 1857
- Леонов, Михаил Григорьевич; капитан 3-го ранга; № 4127; 26 ноября 1827
- Леонов, Пётр Николаевич; подполковник; 26 августа 1916
- Леонов, Семён Александрович; подпоручик; 3 февраля 1916
- Леонов, Степан Алексеевич; генерал-лейтенант; № 4242; 1 января 1829
- Леонов, Федот Леонтьевич; капитан-лейтенант; № 3861; 12 декабря 1824
- Леонович, Михаил Осипович; майор; № 8518; 26 ноября 1850
- Леонтович, Василий Андреевич; подполковник; № 9145; 26 ноября 1853
- Леонтович, Константин Степанович; капитан 1-го ранга; № 1593; 26 ноября 1804
- Леонтович, Осип Васильевич; подполковник; № 3977; 26 ноября 1826
- Леонтович, Пётр; майор; № 7861; 26 ноября 1847
- Леонтович, Пётр Фёдорович; штабс-капитан; № 7708; 1 января 1847
- Леонтьев, Александр Михайлович; подпоручик; № 3001; 10 июля 1815
- Леонтьев, Александр Николаевич; полковник; № 7979; 26 ноября 1848
- Леонтьев, Алексей; прапорщик; 31 октября 1917 (посмертно)
- Леонтьев, Алексей Алексеевич; генерал-майор; № 1500 (639); 30 сентября 1803
- Леонтьев, Алексей Иванович; подполковник; № 854; 26 ноября 1791
- Леонтьев, Алексей Иванович; капитан; 17 октября 1915
- Леонтьев, Афанасий Никитич; майор; № 5622; 29 ноября 1837
- Леонтьев, Василий Леонтьевич; капитан; № 8821; 26 ноября 1851
- Леонтьев, Георгий Алексеевич; полковник; 25 июля 1917
- Леонтьев, Иван; капитан-лейтенант; № 3776; 26 ноября 1823
- Леонтьев, Иван Сергеевич; полковник; № 2456 (1089); 21 ноября 1812
- Леонтьев, Илья Тимофеевич; полковник; № 3501; 6 июня 1821
- Леонтьев, Константин Адамович; капитан-лейтенант; № 7672; 1 января 1847
- Леонтьев, Константин Михайлович; капитан-лейтенант; № 7509; 12 января 1846
- Леонтьев, Михаил Михайлович; капитан 1-го ранга; № 3050; 26 ноября 1816
- Леонтьев, Михаил Митрофанович; прапорщик; 7 февраля 1917 (посмертно)
- Леонтьев, Михаил Николаевич; полковник; № 223 (183); 26 ноября 1773
- Леонтьев, Михаил Степанович; полковник; 14 марта 1918
- Леонтьев, Николай Ильич; полковник; № 3703; 26 ноября 1823
- Леонтьев, Пётр Алексеевич; майор; № 5638; 29 ноября 1837
- Леонтьев, Сергей Ефремович; майор; № 1377; 26 ноября 1802
- Леонтьев, Сергей Николаевич; поручик; № 4650; 25 декабря 1831
- Леонтьев, Степан Георгиевич; капитан; 6 июля 1915
- Леопольд, принц Баварский; 10 октября 1870
- Леопольд-Георг, принц Сакен-Кобургский меньшой; № 2639; 9 сентября 1813
- Лепарский, Станислав Романович; майор; № 1380; 26 ноября 1802
- Лепин, Бернгард Янович; подпоручик; 28 августа 1917
- Лепковский, Иван Андреевич; подполковник; № 8502; 26 ноября 1850
- Лер, Андрей Николаевич; штабс-капитан; 31 декабря 1916
- Лер, Борис Александрович; штабс-капитан; 1 сентября 1915 (посмертно)
- Лер, Иван Андреевич; капитан-лейтенант; № 3771; 26 ноября 1823
- Лерингов-Фрейтаг, Аркадий-Морц Богданович фон; подполковник; № 7441; 12 января 1846
- Лермантов, Владимир Николаевич; генерал-майор; № 6930; 4 декабря 1843
- Лермантов, Дмитрий Николаевич; капитан 2-го ранга; № 7252; 17 декабря 1844
- Лермантов, Михаил Николаевич; капитан 1-го ранга; № 4818; 25 декабря 1833
- Лермантов, Ростислав Матвеевич; полковник; № 9702; 26 ноября 1855
- Лерхе, Альвин Германович; корнет; 23 мая 1916
- Лерхе, Мориц Густавович; подполковник; № 10228; 6 ноября 1864
- Лесевицкий, Николай Петрович; полковник; 26 сентября 1916
- Лесевич, Иосиф Васильевич; майор; № 4376; 19 декабря 1829
- Лескинович, Павел Иванович; штабс-капитан; 12 августа 1917
- Лесков, Аркадий Сергеевич; капитан-лейтенант; № 4755; 21 декабря 1832
- Лесков, Иван Николаевич; полковник; 22 июня 1919
- Лесли, Дмитрий Егорович; подполковник; № 812 (425); 25 марта 1791
- Лесневский, Викентий Юрьевич; майор; № 10198; 26 ноября 1860
- Лесников, Михаил Иванович; полковник; № 5959; 3 декабря 1839
- Лесовой, Иван Мартынович; полковник; 4 августа 1877
- Лесовский, Степан Иванович; полковник; № 2633; 17 августа 1813
- Лесток, Антон фон; полковник прусской службы; 28 мая 1875
- Летешин, Иван Петрович; поручик; № 5514; 6 декабря 1836
- Летков, Семён Гаврилович; капитан; № 6142; 3 декабря 1839
- Летунов, Василий Игнатьевич; майор; № 7055; 4 декабря 1843
- Летц, Август Иванович[8]; майор; № 6595; 5 декабря 1841
- Леус, Михаил Филаретович; ротмистр; 8 июля 1918
- Лефебр, Карл Петрович; майор; № 6622; 5 декабря 1841
- Лехнер, Андрей Андреевич; инженер-полковник; № 2753; 10 декабря 1813
- Леццано, Борис Борисович; подполковник; № 398; 26 ноября 1784
- Лечицкий, Платон Алексеевич; полковник; 13 февраля 1905
- Леш, Леонид Вильгельмович; полковник; 13 февраля 1905
- Леш, Николай Леонидович; штабс-капитан; 2 апреля 1917 (посмертно)
- Леш, Павел Леонидович; поручик; 29 мая 1915 (посмертно)
- Лешерн фон Герцфельд, Александр Карлович; подполковник; № 7230; 17 декабря 1844
- Лешерн фон Герцфельд, Карл Карлович; премьер-майор; № 926 (500); 28 июня 1792
- Лешерн фон Герцфельд, Фёдор Карлович фон; полковник; № 8406; 26 ноября 1850
- Лешкевич, Иван; подполковник; № 359; 26 ноября 1782
- Лещенко, Василий Давыдович; майор; № 4742; 21 декабря 1832
- Лещенко, Иосиф Иванович; поручик; 1 марта 1916 (посмертно)
- Лещенков, Аким Ефремович; штабс-капитан; 30 июня 1917 (посмертно)

## Ли
- Либгард, Антон Иванович; генерал-майор; № 3164; 26 ноября 1816
- Либек, Пётр Иванович; майор; № 7051; 4 декабря 1843
- Либис, Михаил Семёнович; капитан; 11 марта 1915
- Либровский, Александр Павлович; поручик; 25 сентября 1917
- Либштейн, Андрей Иванович; полковник; № 3095; 26 ноября 1816
- Ливанский, Лев Юрьевич; майор; № 2538 (1171); 3 января 1813
- Ливен, Александр Карлович; генерал-майор; № 7385; 12 января 1846
- Ливен, Анатолий-Леонид Павлович; корнет; 25 марта 1916
- Ливен, Андрей Романович фон; генерал-майор; № 83; 25 ноября 1770
- Ливен, Вильгельм Карлович; генерал-майор; № 6682; 3 декабря 1842
- Ливен, Карл Андреевич; полковник; № 1135 (564); 1 января 1795
- Ливен, Максим Вильгельмович; секунд-майор; № 994; 26 ноября 1792
- Ливен, Оттон Карлович; генерал-майор; № 6188; 11 декабря 1840
- Ливенцов, Алексей Михайлович; полковник; № 5171; 1 декабря 1835
- Ливенцов, Михаил Алексеевич; подпоручик; № 9577; 28 декабря 1854
- Ливенцов, Пётр Михайлович; капитан; № 6885; 3 декабря 1842
- Ливотов, Андрей Николаевич; штабс-ротмистр; 31 марта 1916
- Лигнау, Александр Георгиевич; полковник; 30 декабря 1915
- Лигнитц, Гуго фон; майор прусской службы; 28 июля 1877
- Лидерс; майор; № 1498 (637); 14 апреля 1803
- Лидерс, Александр Николаевич; генерал-майор; № 4392; 1 января 1830
- Лидерс, Карл Фёдорович; майор; № 2069 (940); 7 мая 1809
- Лидерс, Константин Николаевич; полковник; № 9356; 26 ноября 1854
- Лидерс, Николай Иванович; генерал-майор; № 3059; 26 ноября 1816
- Лидов, Алексей Иванович; генерал-майор; № 10036; 26 ноября 1857
- Лизарх-Кенигк, Александр-Владимир Александрович; капитан; 27 марта 1880
- Лизогуб, Александр Иванович; полковник; № 4784; 25 декабря 1833
- Лизогуб, Василий Иванович; штабс-ротмистр; № 4672; 21 декабря 1832
- Лико, Иван (Константинович?)[9]; майор; № 6851; 3 декабря 1842
- Ликуда, Егор (Лихуди, Георгий Петрович); капитан-лейтенант; № 3285; 26 ноября 1816
- Ликуди, Борис Михайлович; капитан; 4 апреля 1917
- Лилье, Карл Матвеевич; майор; № 4634; 25 декабря 1831
- Лильендаль, Тимофей Леонтьевич; капитан-лейтенант; № 3616; 16 декабря 1821
- Линв, Пётр Александрович; подполковник; № 3726; 26 ноября 1823
- Линген, Александр Иванович; генерал-майор; № 5350; 6 декабря 1836
- Линда, Иннокентий Павлович; поручик; 30 августа 1917 (посмертно)
- Линда, Павел; поручик; 30 июня 1917
- Линдблад, Леопольд Иоганнович; майор; 19 апреля 1878
- Линдгрен, Евстафий Максимович; полковник; № 4782; 25 декабря 1833
- Линдеман, Герман Эвальдович; полковник; 29 октября 1917
- Линден, Александр Андреевич; генерал-майор; № 4767; 25 декабря 1833
- Линден, Александр Егорович; генерал-майор; № 4550; 16 декабря 1831
- Линден, Андрей Карлович; капитан; № 4131; 26 ноября 1827
- Линденбаум, Карл Иванович; полковник; № 1957 (864); 20 мая 1808
- Линденбаум, Леонид Евгеньевич; полковник; 25 мая 1916
- Линденбаум, Павел Карлович; подполковник; № 6524; 5 декабря 1841
- Линденвальд, Александр Карлович; поручик; 25 февраля 1907
- Линденер, Фёдор Фёдорович; майор; № 3991; 26 ноября 1826
- Линдфорс, Иван Фёдорович; подполковник; № 8928; 1 февраля 1852
- Линдфорс, Фёдор Андреевич; генерал-майор; № 1828; 26 ноября 1807 (в списке Григоровича—Степанова ошибочно указан как "Ниндфорс")
- Линев, Василий Тимофеевич; майор; № 5466; 6 декабря 1836
- Линевич, Василий Александрович; полковник; 5 февраля 1916
- Линевич, Николай Петрович (старший); генерал-майор; № 9339; 26 ноября 1854
- Линевич, Николай Петрович; полковник; 29 декабря 1878
- Линиев, Логин Иванович; полковник; № 556; 26 ноября 1788
- Линицкий, Григорий Степанович; подполковник; № 6784; 3 декабря 1842
- Линк, Пётр Матвеевич; майор; № 5842; 1 декабря 1838
- Линко, Иван Иосифович; штабс-капитан; 1 июня 1915
- Линтроп, Эдуард Георгиевич; подпоручик; 27 июля 1916
- Лионидзе, Юрий Васильевич; подполковник; 28 августа 1918
- Липинский, Александр Иосифович; полковник; 22 августа 1877
- Липинский, Владислав Николаевич; капитан; 13 января 1915 (посмертно)
- Липинский, Иван Михайлович; штабс-капитан; 18 ноября 1917
- Липинский, Иосиф Фомич; майор; № 6817; 3 декабря 1842
- Липинский, Пётр Феликсович; подполковник; № 7816; 26 ноября 1847
- Липкин, Михаил Никитич; капитан-лейтенант; № 9428; 26 ноября 1854
- Липкин, Николай Никитич; капитан-лейтенант; в должности асессора комиссии военного суда при флотских командах в Санкт-Петербурге; № 8505; 26 ноября 1850, за «выслугу 25 лет в офицерских чинах»[10]
- Липко, Пётр Иванович; капитан; 30 декабря 1915
- Липпоман, Николай Мечиславович; поручик; 26 августа 1916
- Липранди, Иван Петрович; полковник; № 7946; 26 ноября 1848
- Липранди, Рафаил Павлович; подполковник; 4 августа 1877
- Липский, Андрей Васильевич; поручик; 19 мая 1915
- Липский, Антон Лаврентьевич; полковник; 29 октября 1917
- Липский, Игнатий Антонович; подпоручик; 4 марта 1917
- Липский, Казимир Яковлевич; полковник; № 7395; 12 января 1846
- Липхарт, Александр Александрович; полковник; № 8428; 26 ноября 1850
- Липштейн, Василий; майор; № 8525; 26 ноября 1850
- Лиринг, Константин Константинович; подпоручик; 30 сентября 1915
- Лисаевский, Василий Фёдорович; подполковник; 24 октября 1904
- Лисаевский, Фёдор Андреевич; майор; № 7657; 1 января 1847
- Лисаневич, Григорий Иванович; полковник; № 1336; 26 ноября 1802
- Лисаневич, Дмитрий Тихонович; майор; № 1548 (646); 24 февраля 1804
- Лисаневич, Тихон Тихонович; подполковник; № 3869; 19 марта 1825
- Лисаневич, Онуфрий Григорьевич; штабс-ротмистр; № 2177 (964); 19 июня 1810
- Лисенко, Иосиф Львович; полковник; № 8398; 26 ноября 1850
- Лисенко, Кирилл Зиновьевич; майор; № 5282; 1 декабря 1835
- Лисенко, Михаил Захарович; подполковник; № 5569; 29 ноября 1837
- Лисенко, Фёдор Иванович; подполковник; № 10124; 26 ноября 1858
- Лисецкий; майор; № 4154; 1 июля 1828
- Лисецкий, Антон Григорьевич; полковник; № 4435; 18 декабря 1830
- Лисецкий, Франц Осипович; майор; № 7293; 17 декабря 1844
- Лисицын, Платон Григорьевич; полковник; № 6712; 3 декабря 1842
- Лисневский, Феликс Григорьевич; майор; 8970; 1 февраля 1852
- Лисовой, Корнилий Георгиевич; подпоручик; 30 декабря 1915 (посмертно)
- Лисовский, Николай Яковлевич; генерал-лейтенант; 25 марта 1915
- Лисовский, Павел Михайлович; майор; № 6679; 3 декабря 1842
- Лисовский, Фёдор Леонтьевич; подполковник; № 5439; 6 декабря 1836
- Лисогор, Степан Емельянович; штабс-капитан; 18 ноября 1917
- Лисунов, Георгий Семёнович; поручик; 27 января 1917 (посмертно)
- Лисянский, Юрий Фёдорович; капитан-лейтенант; № 1437; 26 ноября 1802
- Литвин, Николай Гаврилович; подпоручик; 16 декабря 1877
- Литвиненко, Филипп Григорьевич; поручик; 29 октября 1917
- Литвинов, Александр Иванович; генерал от кавалерии; 25 сентября 1914
- Литвинов, Василий Михайлович; штабс-капитан; 31 июля 1917
- Литвинов, Вячеслав Андреевич; прапорщик; 13 января 1915
- Литвинов, Ефим Степанович; капитан; № 8577; 26 ноября 1850
- Литвинов, Иван Васильевич; генерал-майор; № 4678; 21 декабря 1832
- Литвинов, Михаил Григорьевич; майор; № 5857; 1 декабря 1838
- Литвинов, Николай Алексеевич; майор; № 8276; 26 ноября 1849
- Литвинов, Николай Васильевич; майор; № 6616; 5 декабря 1841
- Литвинов, Пётр Корнеевич; майор; № 2397 (1031); 21 января 1812
- Литвинский, Иосиф Викентьевич; подполковник; № 9732; 26 ноября 1855
- Литевский, Пётр Иванович; полковник; № 9700; 26 ноября 1855
- Литинский, Александр Гаврилович; полковник; № 9684; 26 ноября 1855
- Литке, Константин Николаевич; полковник; 26 ноября 1916 (посмертно)
- Литке, Фёдор Петрович; капитан 1-го ранга; № 4385; 19 декабря 1829
- Литов, Андрей Ефремович; полковник; № 4143; 25 января 1828
- Литовченко, Иван Яковлевич; прапорщик; 11 февраля 1917 (посмертно)
- Литовщенко, Иннокентий; поручик; 28 февраля 1919
- Литот-Лотоцкий, Яков Николаевич; подполковник; 3 февраля 1915
- Литрич, Козьма Петрович; подполковник; № 2119; 26 ноября 1809
- Лифанов, Николай Александрович; подъесаул; 11 сентября 1916
- Лихардов, Сергей Михайлович; генерал-майор; № 6191; 11 декабря 1840
- Лихарев, Александр Дмитриевич; капитан; № 9230; 26 ноября 1853
- Лихарев, Василий Миныч; майор; № 1976 (884); 20 мая 1808
- Лихарев, Виктор Александрович; капитан; 26 сентября 1916 (посмертно)
- Лихарев, Иван Алексеевич; капитан-лейтенант; № 10183; 26 ноября 1859
- Лихарев, Михаил Абрамович; капитан 2-го ранга; № 3052; 26 ноября 1816
- Лихарев, Павел Никитич; полковник; № 8664; 26 ноября 1851
- Лихачёв, Василий; капитан; № 5337; 1 декабря 1835
- Лихачёв, Василий Васильевич; полковник; 31 июля 1917
- Лихачёв, Гавриил Александрович; подполковник; 30 июля 1905
- Лихачёв, Егор Фёдорович; капитан; № 5084; 3 декабря 1834
- Лихачёв, Иван Иванович; поручик; 4 августа 1877
- Лихачёв, Иван Петрович; капитан; № 5884; 1 декабря 1838
- Лихачёв, Пётр Гаврилович; генерал-майор; № 1827; 26 ноября 1807
- Лихачёв, Фёдор Осипович; подполковник; № 6780; 3 декабря 1842
- Лихонин, Александр Сергеевич; капитан-лейтенант; № 4136; 26 ноября 1827
- Лихонин, Алексей Сергеевич; капитан-лейтенант; № 2144; 26 ноября 1809
- Лихонин, Орест Семёнович; капитан; № 6632; 5 декабря 1841
- Лихтенштейн, Венцель; подполковник австрийской службы; № 2735; 20 октября 1813
- Личинкин, Василий Михайлович; поручик; 18 ноября 1916
- Лишень, Пётр Степанович; подполковник; № 3956; 26 ноября 1826
- Лишин, Василий Иванович; майор; № 3747; 26 ноября 1823
- Лишин, Григорий Яковлевич; подполковник; № 9735; 26 ноября 1855
- Лишин, Николай Фёдорович; капитан; № 2679; 18 сентября 1813
- Лишин, Сергей Андреевич; старший лейтенант; 8 сентября 1915
- Лищенко, Иван; прапорщик; 13 марта 1915 (посмертно)

## Ло
- Лобанов, Василий Михайлович; премьер-майор; № 981; 26 ноября 1792
- Лобанов, Пётр Матвеевич; капитан; № 9251; 26 ноября 1853
- Лобанович, Иван Дмитриевич; капитан; 18 июля 1915
- Лобанов-Ростовский, Алексей Яковлевич; полковник; № 4171; 29 сентября 1828
- Лобанов-Ростовский, Дмитрий Иванович, полковник; № 807 (420); 25 марта 1791
- Лобановский, Осип Игнатьевич; подполковник; № 8250; 26 ноября 1849
- Лобачевский, Владимир Владимирович; полковник; 29 мая 1915
- Лобенталь, Карл Фридрих Людвиг; полковник прусской службы; около 1813—1814[11] (de:Karl Friedrich Ludwig von Lobenthal)
- Лобко, Лев Львович; полковник; № 7965; 26 ноября 1848
- Лобко, Лев Павлович; генерал-майор; № 3889; 26 ноября 1826
- Лобко, Павел Львович; генерал-майор; № 9929; 26 ноября 1856
- Лобко, Семён Львович; капитан; № 8557; 26 ноября 1850
- Лобков, Константин Дмитриевич; поручик; 4 апреля 1917
- Лобов, Александр Яковлевич; сотник; 5 мая 1917
- Лобов, Алексей Петрович; подпоручик; 5 мая 1917
- Лобода, Александр Александрович; мичман; 23 февраля 1904
- Лобри, Фёдор Петрович; капитан 1-го ранга; № 1685; 5 февраля 1806
- Лобысевич, Григорий Павлович; лейтенант; № 2157; 26 ноября 1809 (сведения о награждении 26 ноября 1810 г. являются ошибочными)
- Лобысевич, Иван Петрович; подполковник; № 5581; 29 ноября 1837
- Лобысевич, Пётр Петрович; майор; № 7083; 4 декабря 1843
- Ловейко, Дормидонт Яковлевич; подполковник; № 7599; 1 января 1847
- Ловейко, Николай Фомич; капитан; № 10003; 26 ноября 1856
- Ловинников, Василий Семёнович; подпоручик; 31 октября 1917
- Ловский, Аполлон Елисеевич; подполковник; № 9109; 26 ноября 1853
- Ловцов, Николай Петрович; полковник; № 4627; 25 декабря 1831
- Ловчев, Иван Иванович; подполковник; № 7439; 12 января 1846
- Ловягин, Николай Васильевич; капитан-лейтенант; № 7926; 26 ноября 1847
- Логвинов, Александр Васильевич; капитан; № 8569; 26 ноября 1850
- Логгинов, Борис Владимирович; штабс-капитан; 10 июня 1916
- Логгиновский, Сергей Петрович; штабс-капитан; 28 марта 1917
- Логинов, Корнил Тимофеевич; капитан 3-го ранга; № 4128; 26 ноября 1827
- Логрен, Константин Фёдорович; подполковник; № 9764; 26 ноября 1855
- Лоде, Алексей Оттович; капитан; 26 августа 1916
- Лоде, Владимир Эдуардович; полковник; 9 сентября 1915 (посмертно)
- Лозинский, Макарий; поручик; 26 января 1917
- Лозицкий, Александр Юлианович; поручик; 22 августа 1917 (посмертно)
- Лозовицкий, Викентий; майор; № 7493; 12 января 1846
- Лойвис, Карл Фаддеевич; майор; № 5631; 29 ноября 1837
- Лойкевич, Адольф Викентьевич; подпоручик; 11 сентября 1917
- Локтев, Иван Петрович; майор; № 9796; 26 ноября 1855
- Ломакин, Михаил Николаевич; поручик; 18 июля 1916
- Ломан, Борис Владимирович фон; подполковник; № 772; 26 ноября 1790
- Ломан, Иван Иванович; подполковник; № 7446; 12 января 1846
- Ломан, Пётр Александрович; майор; № 5481; 6 декабря 1836
- Ломан, Роман; подполковник; № 3662; 13 февраля 1823
- Ломанн, Дмитрий Дмитриевич; полковник; 26 января 1917
- Ломен, Николай Фёдорович; капитан-лейтенант; № 4616; 16 декабря 1831
- Ломен, Фёдор Яковлевич; капитан-лейтенант; № 443; 26 ноября 1785
- Ломиковский, Константин Владиславович; капитан; 30 июля 1905
- Ломновский, Пётр Николаевич; генерал-майор; 27 сентября 1914
- Ломоносов, Александр Григорьевич; ротмистр; № 7091; 4 декабря 1843
- Ломоносов, Александр Павлович; подполковник; 6 сентября 1917
- Ломоносов, Павел Алексеевич; полковник; № 6730; 3 декабря 1842
- Лонткевич, Богдан Людвигович; прапорщик; 18 сентября 1917
- Лопатев, Ираклий; штабс-капитан; № 9261; 26 ноября 1853
- Лопатин, Михаил Петрович; капитан; № 22 (22); 23 августа 1770
- Лопатин, Николай Александрович; капитан; 27 мая 1908
- Лопатин, Николай Петрович; поручик; № 112 (91); 12 апреля 1771
- Лопатин, Павел Павлович; подполковник; 9 сентября 1915 (посмертно)
- Лопатинский, Николай Борисович; прапорщик; 20 июля 1916 (посмертно)
- Лопатнюк, Тихон; подпоручик; 31 октября 1917
- Лопухин, Авраам Степанович; полковник; № 184 (156); 14 июля 1772
- Лопухин, Борис Владимирович; подпоручик; 24 апреля 1915
- Лопухин, Дмитрий Александрович; генерал-майор; 13 января 1915
- Лопухин, Павел Александрович; майор; № 2765; 20 декабря 1813
- Лопухин, Павел Петрович; полковник; № 2819; 6 февраля 1814
- Лопухин, Сергей Петрович; капитан-лейтенант; № 221; 26 ноября 1773
- Лопухин, Степан Васильевич; премьер-майор; № 1035; 26 ноября 1793
- Лорадзиев, Александр Семёнович; майор; № 6119; 3 декабря 1839
- Лорадзиев, Семён Семёнович; капитан 2-го ранга; № 7995; 26 ноября 1848
- Лоран, Анри; су-лейтенент французской службы; 7 сентября 1916
- Лоренс, Ноэль; лейтенант-коммандер английской службы; 1915
- Лоренцо, Гулиельми; капитан 1-го ранга; № 935 (509); 8 сентября 1792
- Лосев, Василий Иванович; капитан; № 9241; 26 ноября 1853
- Лосев, Егор Сергеевич; подполковник; № 8005; 26 ноября 1848
- Лосев, Иван Николаевич; есаул; 27 ноября 1915
- Лосев, Максим Иванович; прапорщик; 13 ноября 1916 (посмертно)
- Лосев, Михаил Николаевич; поручик; 3 сентября 1905
- Лосев, Николай Максимович; поручик; 3 сентября 1905
- Лосев, Пантелеймон Иванович; капитан; № 10139; 26 ноября 1858
- Лосев, Пётр Михайлович; полковник; 22 мая 1917
- Лосев, Яков; майор; № 1489; 15 декабря 1802
- Лоскарев, Павел Михайлович; майор; № 4890; 25 декабря 1833
- Лоский, Иван Иванович; майор; № 5065; 3 декабря 1834
- Лосьев, Михаил Петрович; полковник; 3 февраля 1915
- Лосьев, Павел Петрович; полковник; 26 января 1917
- Лотырев, Игнатий Иванович; капитан 2-го ранга; № 671 (356); 26 ноября 1789[12]
- Лотков, Тимофей Степанович; штабс-капитан; № 7707; 1 января 1847
- Лотоцкий, Александр Антонович; капитан; 25 сентября 1917
- Лотоцкий, Николай Иосифович; штабс-капитан; 7 февраля 1917
- Лоу, Гудсон; генерал-майор великобританской службы; № 2953; 3 августа 1814
- Лохвицкий, Николай Александрович; генерал-майор; 9 июня 1915
- Лохов, Александр Петрович; полковник; № 1725 (711); 29 января 1807
- Лоцман, Эдуард Томасович; подполковник; 31 июля 1917
- Лошевиц, Александр Иванович; майор; № 9835; 26 ноября 1855
- Лошкарёв, Олимпий Афанасьевич; полковник; 26 августа 1916
- Лошунов, Иосиф Семёнович; генерал-майор; 25 сентября 1914

## Лу
- Лубенец, Евтихий Георгиевич; поручик; 4 марта 1917
- Лубочкин, Матвей Спиридонович; штабс-капитан; 25 ноября 1916
- Лубяницкий, Иван Захарович; подполковник; 15 января 1917
- Лубяновский, Пётр Фёдорович; полковник; № 9347; 26 ноября 1854
- Лугвенев, Платон Никитич; капитан 1-го ранга; № 5744; 1 декабря 1838
- Луговой, Дмитрий Васильевич; поручик; 10 февраля 1917
- Луговский, Иван Петрович; подполковник; № 9949; 26 ноября 1856
- Луговский, Пётр Степанович; капитан; № 8811; 26 ноября 1851
- Лужин, Иван Дмитриевич; генерал-майор; № 8156; 26 ноября 1849
- Лузанов, Константин Савич; капитан-лейтенант; № 7675; 1 января 1847
- Лузанов, Фома Петрович; подполковник; № 4589; 16 декабря 1831
- Лузанов, Харитон Петрович; подполковник; № 4728; 21 декабря 1832
- Луиз, Александр Андреевич; майор; № 8757; 26 ноября 1851
- Лук, Ганс фон; генерал-майор прусской службы; № 3302; 23 января 1817 (de:Hans von Luck (General))
- Лукаш, Николай Евгеньевич; полковник; № 4622; 25 декабря 1831
- Лукашевич, Василий Павлович; штабс-капитан; 7 февраля 1917
- Лукашевич, Фрол Андреевич; полковник; № 10193; 26 ноября 1860
- Лукашенко, Сергей; штабс-капитан; 30 декабря 1919 (посмертно)
- Лукин (Лунин), Иван Иванович; майор; № 2812; 22 января 1814
- Лукин, Алексей Андреевич; капитан; № 2155; 26 ноября 1809
- Лукин, Архип Лукьянович; поручик; 25 сентября 1917
- Лукин, Галактион Фёдорович; ротмистр; № 2867; 13 марта 1814
- Лукин, Дмитрий Александрович; капитан 2-го ранга; № 1421; 26 ноября 1802
- Лукин, Николай Петрович; подполковник; № 8438; 26 ноября 1850
- Лукин, Павел Александрович; капитан; 3 сентября 1916 (посмертно)
- Лукин, Павел Матвеевич; майор; № 5294; 1 декабря 1835
- Лукич, Николай Егорович; капитан; № 8550; 26 ноября 1850
- Лукич, Пантелеймон Семёнович; майор; № 2792; 20 января 1814
- Луков, Фёдор Алексеевич; подполковник; № 2049 (920); 15 февраля 1809
- Луковкин, Гавриил Амвросиевич; полковник; № 2288 (995); 1 марта 1811
- Луковкин, Михаил; капитан-лейтенант; № 3862; 12 декабря 1824
- Луковский, Пётр Яковлевич; подполковник; № 8251; 26 ноября 1849
- Луковский, Христофор; капитан; № 7893; 26 ноября 1847
- Лукомский, Александр Сергеевич; генерал-лейтенант; 15 июля 1917
- Лукомский, Василий; подпоручик; 1 марта 1916
- Лукомский, Люциан Юлианович; подполковник; № 8450; 26 ноября 1850
- Лукьянов, Александр Дмитриевич; полковник; 29 августа 1916
- Лукьянов, Григорий Лукич; подполковник; 15 апреля 1915
- Лукьянов, Иван; капитан-лейтенант; № 3524; 6 июня 1821
- Лукьянов, Иван Иванович (секунд-майор); секунд-майор; № 1085; 26 ноября 1794
- Лукьянов, Никифор Самойлович; подполковник; № 3830; 12 декабря 1824
- Лукьянов, Николай Андреевич; подполковник; № 3338; 12 декабря 1817
- Лукьянов, Николай Иванович; капитан-лейтенант; № 9162; 26 ноября 1853
- Лукьянович, Андрей Фёдорович; подполковник; № 1968 (876); 20 мая 1808
- Лукьянченков, Никанор Васильевич; капитан; № 7098; 4 декабря 1843
- Лунделиус, Карл Абрамович; штабс-капитан; № 10089; 26 ноября 1857
- Луневский, Фердинанд Иванович; майор; № 6304; 11 декабря 1840
- Лунин, Иван Васильевич; подполковник; 17 апреля 1915
- Лунин, Иван Федотович; подполковник; № 7606; 1 января 1847
- Лунин, Пётр Михайлович; капитан-поручик; № 153 (132); 19 августа 1771
- Лункевич, Иван Антонович; штабс-капитан; № 5907; 3 декабря 1839
- Лунский, Николай Иванович; полковник; 5 ноября 1916
- Лупаков, Ефим Алексеевич[13]; майор; № 5277; 1 декабря 1835
- Лупандин, Василий Фёдорович; капитан флота; № 130 (109); 9 июля 1771
- Лупандин, Евфим Иванович; лейтенант; № 1611; 26 ноября 1804
- Лупандин, Ефим Максимович; капитан 2-го ранга; № 254; 26 ноября 1774
- Лупандин, Михаил; капитан-лейтенант; № 3137; 26 ноября 1816
- Лускалов, Константин Евстратьевич; штабс-капитан; 18 ноября 1916
- Лутковский, Георгий Алексеевич; полковник; № 3706; 26 ноября 1823
- Лутковский, Иван Сергеевич; полковник; № 7404; 12 января 1846
- Лутковский, Пётр Степанович; капитан 2-го ранга; № 7035; 4 декабря 1843
- Лутковский, Феопемпт Степанович; капитан-лейтенант; № 4906; 25 декабря 1833
- Лутовинов, Григорий Иванович; майор; № 5299; 1 декабря 1835
- Лутовинов, Пётр Александрович; майор; № 6815; 3 декабря 1842
- Лутохин, Егор Иванович; капитан 1-го ранга; № 1413; 26 ноября 1802
- Лутохин, Иван Васильевич; лейтенант; № 2158; 26 ноября 1809
- Луценко, Пётр Константинович; капитан; 19 мая 1915
- Луценко, Прокофий Павлович; подполковник; № 5436; 6 декабря 1836
- Луцкий, Александр Ильич; полковник; 26 августа 1916
- Лучкин, Василий Владимирович; полковник; № 9699; 26 ноября 1855
- Лучкин, Иван Филиппович; войсковой старшина; № 5317; 1 декабря 1835
- Лучкин, Михаил; войсковой старшина; № 6626; 5 декабря 1841
- Лушков, Михаил Иванович; полковник; № 8878; 1 февраля 1852
- Лушковский, Василий Мартинович; штабс-капитан; 3 апреля 1917

## Лы
- Лызлов, Александр Михайлович; поручик; 23 ноября 1904
- Лыкошин, Осип Иванович; генерал-майор; № 1294; 26 ноября 1802
- Лысенко, Владимир Дмитриевич; прапорщик; 6 сентября 1917
- Лысенко, Георгий Николаевич; капитан; 1 апреля 1916
- Лысенко, Лев Сергеевич; полковник; 5 мая 1917
- Лысый-Яровой, Емельян Иванович; подпоручик; 25 сентября 1917
- Лыщинский, Анзельм Амвросиевич; полковник; № 8633; 26 ноября 1851
- Лыщинский, Станислав Амвросиевич; подполковник; № 8020; 26 ноября 1848

## Ль
- Львов, Александр Сергеевич; подполковник; № 4110; 26 ноября 1827
- Львов, Алексей Дмитриевич; полковник; № 6904; 16 сентября 1843
- Львов, Алексей Фёдорович; полковник; № 6718; 3 декабря 1842
- Львов, Андрей Лаврентьевич; полковник; № 593 (277); 14 апреля 1789
- Львов, Андрей Михайлович; полковник; № 7179; 17 декабря 1844
- Львов, Василий Тимофеевич; майор; № 6315; 11 декабря 1840
- Львов, Михаил Лаврентьевич; генерал-адъютант; № 756 (403); 15 сентября 1790
- Львов, Николай Леонидович; штабс-капитан; 10 июня 1916
- Львов, Николай Николаевич; майор; № 8979; 1 февраля 1852
- Львов, Пётр Петрович; подполковник; № 8693; 26 ноября 1851
- Львов, Сергей Александрович; штабс-ротмистр; 15 октября 1916
- Львович-Кострица, Иулиан Осипович; майор; №8993; 1 февраля 1852

## Лю
- Любавский, Василий; полковник; № 4986; 3 декабря 1834
- Любавский, Павел Николаевич; генерал-майор; № 8599; 26 ноября 1851
- Любавский, Сергей Матвеевич; подпоручик (поручик); 26 августа 1919
- Любенков, Михаил; подполковник; № 9948; 26 ноября 1856
- Любенталь; генерал-майор прусской службы; № 3386; 24 сентября 1819
- Люберх, Карл; полковник; № 1343; 26 ноября 1802
- Любецкий, Дмитрий Андреевич; полковник; № 5558; 29 ноября 1837
- Любимов, Борис Ильич; подпоручик; 14 июня 1915
- Любимов, Егор; премьер-майор; № 109 (88); 12 апреля 1771
- Любимов, Иван Егорович; полковник; № 6729; 3 декабря 1842
- Любимов, Роман Васильевич; майор; № 2471 (1104); 22 ноября 1812
- Любимов, Сергей Варнаввович; поручик; 30 июня 1917 (посмертно)
- Любинский, Пётр Евстафьевич; капитан; 8 марта 1915
- Любицкий, Николай Александрович; поручик; 26 августа 1916
- Любицкий, Яков Яковлевич; генерал-майор; 18 сентября 1915
- Любовицкий, Михаил Киприанович; подполковник; № 4994; 3 декабря 1834
- Любовицкий, Юлиан Викторович; полковник; 9 мая 1871
- Любович, Иван Гаврилович; капитан; 2 января 1917 (посмертно)
- Любовников, Павел Петрович; майор; № 7262; 17 декабря 1844
- Любомиров, Николай Иванович; поручик; 9 сентября 1915
- Любомирский, Антон Ксаверьевич; полковник; № 10109; 26 ноября 1858
- Любомирский, Василий Капитонович; поручик; 31 июля 1917
- Любомирский, Константин Ксаверьевич; корнет; № 1995 (903); 20 мая 1808
- Любомудров, Георгий Николаевич; поручик; 25 сентября 1917
- Любощинский, Савелий Казимирович; капитан 2-го ранга; № 9104; 26 ноября 1853
- Любушкин; полковник; № 2718; 20 октября 1813
- Людвиг, граф Транийский принц Бурбон-Неаполитанский; № 10203; 21 февраля 1861
- Людвиг, Иван; премьер-майор; № 1146 (575); 1 января 1795
- Людингаузен-Вольф, Иван Павлович; подполковник; № 2496 (1129); 23 декабря 1812
- Людоговский, Антоний Степанович; штабс-капитан; 26 марта 1916
- Люнадау; майор прусской службы; № 2943; 19 июля 1814
- Люпов, Сергей Николаевич; генерал-майор; 30 декабря 1915
- Люра, Генрих Гаврилович; полковник; № 9689; 26 ноября 1855
- Люсючевский, Иван Андреевич; капитан; № 4256; 7 января 1829
- Лютик, Иннокентий Петрович; штабс-капитан; 31 октября 1917
- Лютинский, Семён Фёдорович; подполковник; № 4876; 25 декабря 1833
- Люткевич, Михаил Григорьевич; полковник; 12 октября 1917
- Лютовский, Валериан Александрович; поручик; 5 мая 1917
- Лютомский, Антон Андреевич; майор; № 4885; 25 декабря 1833
- Люце, Фёдор Иванович; полковник; № 4079; 26 ноября 1827

## Ля
- Лякман, Жорж-Марсель; су-лейтенент французской службы; 31 октября 1917
- Лялин, Дмитрий Васильевич; генерал-майор; № 2736; 29 октября 1813
- Лялин, Михаил Александрович; подпоручик; 5 февраля 1916 (посмертно)
- Лялин, Тимофей Калинович; капитан 2-го ранга; № 4737; 21 декабря 1832
- Ляль, Борис Александрович; подполковник; 25 мая 1917
- Лямин, Иван Васильевич; капитан; 24 апреля 1915 (посмертно)
- Лянге, Мариан Северинович; подполковник; 30 декабря 1915
- Лянскоранский, Яков Петрович; подполковник; 17 октября 1915
- Ляпунов, Александр Яковлевич; полковник; 30 марта 1879
- Ляпунов, Василий Иванович; майор; № 10069; 26 ноября 1857
- Ляпунов, Дмитрий Петрович; полковник; № 1695 (681); 24 февраля 1806
- Ляпунов, Семён Васильевич; полковник; № 3192; 26 ноября 1816
- Лясковский; капитан корпуса морской артиллерии; 26 ноября 1854, за «выслугу 25 лет в офицерских чинах»[10]
- Лясковский, Василий Дмитриевич; прапорщик; 25 сентября 1917
- Лясковский, Михаил Петрович; капитан; 12 января 1917
- Ляссотович, Иосиф Венедиктович; полковник; № 5126; 1 декабря 1835
- Лятур, Стефан Юлианович; полковник; 25 марта 1915
- Ляуре, Отто-Пётр Оттонович; прапорщик; 9 сентября 1915
- Ляхов, Александр Афанасьевич; подполковник; № 1361; 26 ноября 1802
- Ляхов, Дмитрий Тимофеевич; войсковой старшина; 30 декабря 1915
- Ляхов, Пётр Платонович; капитан; 16 апреля 1915
- Ляхович, Алексей Фёдорович; полковник; № 3170; 26 ноября 1816
- Ляхович, Юлиан Викентьевич; капитан; № 8540; 26 ноября 1850
- Лячко, Марк Кириллович; подпоручик; 31 октября 1917
- Ляшенков, Алексей Львович; капитан; № 5659; 29 ноября 1837
- Ляшков, Василий Калинович; подполковник; № 4352; 19 декабря 1829
- Лященко, Василий Фомич; капитан; 13 мая 1918
- Лященко, Сергей Георгиевич; капитан; 24 апреля 1915
- Лящик, Северин Иванович; штабс-капитан; 28 июля 1907